# Corona (øl)
 For alternative betydninger, se Corona. (Se også artikler, som begynder med Corona)
Corona er et mexikansk ølmærke, der fremstilles af Grupo Modelo. Produktionen af Corona begyndte i 1925 i Mexico City. I dag bliver Corona produceret og tappet i bokse og glasflasker i varierende størrelser. Den mest almindelige variant tappes i glasflasker med 35,
5 cl indhold og har en alkoholstyrke på 4,5 %. Den lille 25 cl.-udgave af Corona bliver kaldt for Coronita. Den store flaske på 94 cl. kaldes for Familiar.

## Corona Extra
Den internationalt mest kendte øltype i Corona-serien er Corona Extra, der eksporteres til mere end 150 lande. Eksportudgaven af Corona Extra tappes i 33 cl. glasflasker.

## Drikkemåde
Corona drikkes ofte "gennem" en båd af lime eller citron. Dette skete oprindeligt i Mexico for at hindre fluer i at komme ned i flasken.[kilde mangler]

## Gluten
Corona er et øl, der kan drikkes af mange, der har sygdommen cøliaki (glutenintolerance). Øllet brygges på malt fra byg, men da indholdet af gluten er lavere end 20ppm, vil det hos mange ikke give en allergisk reaktion.  Corona er derfor blandt de øltyper, som foreslåes af NCF (Norsk cøliakiforening) til folk med lidelsen, som ikke har en stærk reaktion på gluten. Imidlertid kan den individuelle reaktion på glutenindholdet i øllet variere.